# Don Was
Donald Fagenson (Detroit, Míchigan, Estados Unidos, 13 de septiembre de 1952), más conocido como Don Was, es un músico y productor estadounidense.

## Biografía
Was nació en Detroit (Míchigan) y acudió a la Universidad de Míchigan en Ann Arbor, aunque la dejó en su primer año de carrera. Creció escuchando blues y el jazz de John Coltrane y Miles Davis. Con el nombre artístico de Don Was, formó el grupo Was (Not Was) con su amigo de la escuela David Weiss (David Was). El grupo obtuvo un notable éxito en la década de 1980, publicando cuatro álbumes y varios sencillos exitosos. Forever's A Long, Long Time, un álbum de jazz y R&B con versiones de Hank Williams, fue publicado en 1997 con el nombre de Orquestra Was. En 2008, Was (Not Was) se reunió para una nueva gira.
Don Was también cosechó una notable carrera como productor de una larga lista de músicos y grupos entre la que figuran The Rolling Stones, Bonnie Raitt, Bob Dylan, John Mayer, Ziggy Marley, Bob Seger, Al Green, Lucinda Williams, Garth Brooks, Ringo Starr, Iggy Pop, Lyle Lovett, Kris Kristofferson, Joe Cocker, Hootie and The Blowfish, Amos Lee, Willie Nelson, Elton John, Stevie Nicks, George Clinton, Randy Newman, The Black Crowes, Carly Simon, Travis Tritt, Brian Wilson, Jackson Browne, The Barenaked Ladies, Old Crow Medicine Show, Roy Orbison, Waylon Jennings, Jessi Colter, Richie Sambora, B.B. King, Paul Westerberg, Kurt Elling, Poison, Cheb Khaled, The B-52's, Zucchero, Todd Snider, Elizabeth Cook, Jill Sobule, Solomon Burke, Caifanes, Neil Diamond e Intocable.
Was recibió tres premios Grammy, entre ellos el Grammy al productor del año, no clásico en 1994. Produjo varios discos de Bonnie Raitt como Nick of Time, que ganó el Grammy al mejor álbum del año en 1989. Don también colaboró con el productor Ziggy Marley en Family Time, ganador del mejor álbum musical infantil en 2009.
En 1997, dirigió y produjo el documental I Just Wasn't Made for These Times, sobre el ex-Beach Boys Brian Wilson. El documental debutó en el Festival de Cine de Sundance y ganó el San Francisco Film Festival's Golden Gate Award. También recibió el BAFTA al mejor guion original en reconocimiento por sus composiciones en el filme Backbeat.
Was, seguidor de The Rolling Stones desde que los vio por primera vez con doce años en 1964, produjo sus álbumes Voodoo Lounge, Stripped, Bridges to Babylon, Forty Licks, A Bigger Bang y Live Licks. También colaboró con el grupo en las reediciones de Exile on Main Street en 2010 y de Some Girls en 2011.
Entre 2009 y 2012, Don produjo un programa de radio semanal llamado The Motor City Hayride en Outlaw Country. En enero de 2012, fue nombrado presidente del sello discográfico de jazz Blue Note Records como sucesor de Bruce Lundvall.

## Discografía
- 1981: Was (Not Was) – Was (Not Was) (músico)
- 1982: The Beat Goes On – Orbit ft. Carol Hall (coproductor)
- 1983: Born to Laugh at Tornadoes – Was (Not Was) (músico)
- 1984: Into the Hot, Floy Joy (productor)
- 1985: Spoiled Girl – Carly Simon (productor)
- 1986 Weak in the Presence of Beauty – Floy Joy (productor)
- 1986 Madness of It All – The Ward Brothers (productor)
- 1986 Cross That Bridge – The Ward Brothers (productor)
- 1988: What Up, Dog? – Was (Not Was) (músico)
- 1989: Nick of Time – Bonnie Raitt (productor)
- 1989: Cosmic Thing – The B-52s (productor)
- 1990: Take It to Heart – Michael McDonald (productor)
- 1990: Brick by Brick – Iggy Pop (productor)
- 1990: Under the Red Sky – Bob Dylan (bajo y productor)
- 1990: To Be Continued – Elton John (productor)
- 1991: Khaled – Khaled (bajo y productor)
- 1991: Are You Okay? – Was (Not Was) (productor y músico)
- 1991: Luck of the Draw – Bonnie Raitt (productor)
- 1991: The Fire Inside – Bob Seger (bajo y productor)
- 1992: Arkansas Traveler – Michelle Shocked (productor)
- 1992: Time Takes Time – Ringo Starr (productor)
- 1992: Good Stuff – The B-52s (productor)
- 1992: Strange Weather – Glenn Frey (productor)
- 1992: King of Hearts – Roy Orbison (productor y músico)
- 1992: Never Been Rocked Enough – Delbert McClinton (productor)
- 1993: Across the Borderline – Willie Nelson (productor)
- 1993: Thousand Roads – David Crosby (productor)
- 1993: I'm Alive – Jackson Browne (productor)
- 1994: Longing in Their Hearts – Bonnie Raitt (músico y productor)
- 1994: Voodoo Lounge – The Rolling Stones (productor)
- 1994: "Waymore's Blues" – Waylon Jennings (músico y productor)
- 1995: The Road Goes on Forever – The Highwaymen (productor)
- 1995: I Just Wasn't Made for These Times – Brian Wilson (productor)
- 1995: Road Tested – Bonnie Raitt (productor)
- 1995: Stripped – The Rolling Stones (productor)
- 1996: The Restless Kind – Travis Tritt (productor)
- 1996: Organic – Joe Cocker (productor)
- 1996: El Equilibrio de los Jaguares – Jaguares (productor)
- 1997: Ekhymosis - Ekhymosis (productor)
- 1997: Bridges to Babylon – The Rolling Stones (músico y productor)
- 1997: Undiscovered Soul – Richie Sambora (productor)
- 1999: Suicaine Gratifaction – Paul Westerberg (productor)
- 1999: Spirit of Music – Ziggy Marley (productor)
- 1999: Avenue B – Iggy Pop (productor)
- 1999: In the Life of Chris Gaines – Garth Brooks (productor)
- 2000: Maroon – Barenaked Ladies (productor)
- 2001: Lions – The Black Crowes (músico y productor)
- 2002: The Wide World Over – The Chieftains (músico y productor)
- 2003: Hootie & the Blowfish – Hootie & the Blowfish (productor)
- 2004: Live Licks – The Rolling Stones (productor)
- 2005: Countryman – Willie Nelson (productor)
- 2005: Make Do With What You've Got – Solomon Burke (productor)
- 2005: A Bigger Bang – The Rolling Stones (músico y productor)
- 2006: This Old Road – Kris Kristofferson (músico y productor)
- 2006: "Out of the Ashes" – Jessi Colter (productor)
- 2006: Fly – Zucchero (productor)
- 2008: Last Days at the Lodge – Amos Lee (productor)
- 2008: Tennessee Pusher – Old Crow Medicine Show (productor)
- 2008: Boo! – Was (Not Was) (productor y músico)
- 2009: The Excitement Plan – Todd Snider (productor)
- 2009: Shimmer (EP) – Pieta Brown (músico y productor)
- 2009: Acquired Taste – Delbert McClinton (productor)
- 2009: Closer to the Bone – Kris Kristofferson (productor)
- 2009: "California Years" – Jill Sobule (productor)
- 2010: Y Not – Ringo Starr (músico)
- 2010: Stone Temple Pilots – Stone Temple Pilots (productor)
- 2010: Welder – Elizabeth Cook (productor)
- 2010: The Union – Elton John/Leon Russell (músico)
- 2010: Chocabeck – Zucchero (productor)
- 2011: Wild and Free – Ziggy Marley (productor)
- 2011: The Gate – Kurt Elling (productor)
- 2011:Remando -Saul Hernández (Productor)
- 2011: Blessed – Lucinda Williams (productor)
- 2012: Born and Raised – John Mayer (productor)
- 2012: Born to Sing: No Plan B – Van Morrison (productor)
- 2013: My True Story – Aaron Neville (productor)
- 2013: Paradise Valley – John Mayer (productor)
- 2014: You Should Be So Lucky – Benmont Tench (músico)
- 2014: Melody Road – Neil Diamond (productor)
- 2014: Mortal - Saúl Hernández (productor)
- 2014: Rester Vivant – Johnny Hallyday (productor)
- 2014: Nostalgia – Annie Lennox (productor)
- 2014: Everlasting - Martina McBride (productor)
- 2014: Enjoy the View - Bobby Hutcherson, David Sandborn, Joey DeFrancesco (productor)
- 2014: Heigh Ho - Blake Mills (bajo)
- 2014: All Rise - Jason Moran (productor)
- 2015: Yesterday I Had The Blues - Jose James (productor)
- 2015: Duets: Reworking the Catalogue - Van Morrison (productor)
- 2015: No Pier Pressure - Brian Wilson (bajo)
- 2015: 1 Hopeful Rd. - Vintage Trouble (productor)
- 2016: Black cat – Zucchero (productor)
- 2016: Blue & Lonesome – The Rolling Stones (productor)
- 2019: Percepción - Intocable (productor)
- 2021: Sob Rock - John Mayer (productor)
- 2024: Modus Operandi - Intocable (productor)